# السيد نصر
السيد نصر، محافظ كفر الشيخ السابق من 26 ديسمبر 2015 حتى 29 أغسطس 2018. ونائب رئيس حزب المؤتمر وأميناً عاماً للحزب بمحافظة القاهرة منذ 25 مارس 2021.

## حياته
كان يتولى منصب النائب لمحافظ القاهرة للمنطقة الجنوبية، وسبق له تولي مناصب عديدة، أهمها مساعد مدير قطاع الأمن العام لمنطقة القناة وسيناء، ومساعد لوزير الداخلية لتصاريح العمل، ومساعد وزير الداخلية للأحوال المدنية، ومدير مباحث السويس، ورئيس مباحث الغربية، ومفتش مباحث شبرا الخيمة.